# Ламія
Ламія (грец. Λαμία) — місто в Греції, у периферії Центральна Греція, столиця ному Фтіотида.

## Історія
Перші поселення в районі сучасного міста віднесені до 5 тисячоліття до нашої ери. Вперше місто було згадане 424 до н. е. через потужний землетрус як важливий військовий форпост Спарти. Пізніше місто було захоплене Александром Македонським, згодом афінянами. У місті ховався Антипатр, полководець Філіппа II та Александра Македонського, діадох, під час Ламійської війни в період 323 до н. е. — 322 до н. е. рр. Зрештою Ламія стала процвітаючим містом, ще більше зміцнилась у доби Етолійської гегемонії. Проте 190 до н. е. місто завоювали римляни.
Частиною сучасної незалежної Грецької республіки Ламія стала однією з перших після подій Грецької революції у 1829 році.
У Ламії заснований указом Грецьким урядом Університет Центральної Греції в квітні 2003 року.

### Фортеця в Ламії
На пагорбі над містом розташована фортеця. Укріплення згадується з V століття до нашої ери. В середньовічні часи фортеця згадується на початку XIII століття у листі папи Інокентія III. В 1218 році фортецю захопив Епірський деспотат, а в 1273 році перейшов до Гійома де Ла Роша — герцог Афін (1280–1287 рр.). Фортеця перейшла до каталонців в 1311 році, яка була під їх управлінням аж до захоплення османами у 1446 році. З 1832/33 років після Грецької революції і аж до Другої світової війни фортеця використовувалась як військова база.
(Додатково: Фортеця в Ламії у Вікісховищі)

## Населення
| Рік  | Місто  |
| ---- | ------ |
| 1981 | 41,846 |
| 1991 | 55,445 |
| 2001 | 58,601 |

## Персоналії
- Афанасій Діакос — ватажок Грецької революції.
- Нікі Бакоянні — спортсменка зі стрибків у висоту.
- Ілліас Цирімокос — політик.
- Аріс Велухіотіс — грецький генерал доби Другої світової війни.

## Міста-побратими

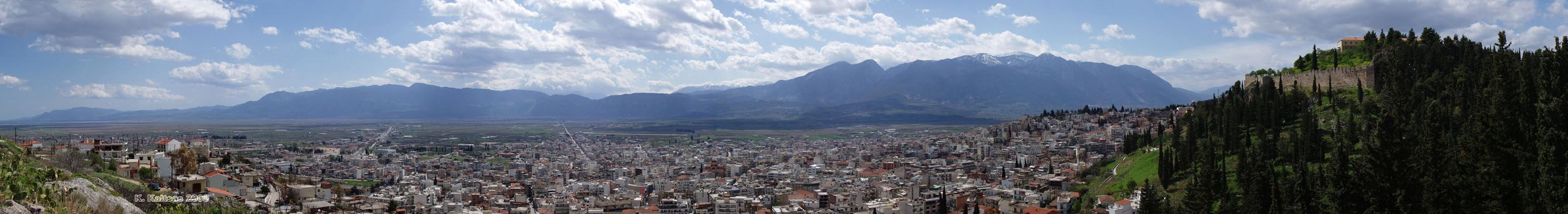
Панорама Ламії (фортеця розташована на пагорбі з правої сторони)

- Ряшів,  Польща